# 와신상담
와신상담(臥薪嘗膽)은 [臥:누울 와 , 薪:섶나무 신 , 嘗:맛볼 상 , 膽:쓸개 담]이며  "장작 위에 누워서 쓰디쓴 쓸개를 맛본다"는 뜻의 한자성어. 복수나 어떤 목표를 이루기 위해 다가오는 어떠한 고난도 참고 이겨낸다는 말이다. 《사기》(史記)에 나오는 고사에서 유래하였다.

## 고사의 유래
춘추시대, 장강 하류에 서로 적대적인 오나라와 월나라가 맞닿아 있었다. 서로 적대적인데다가, 양국의 바로 북쪽에 위치한 초나라의 수도를 오나라가 정복하고 그들을 거의 멸망시킬 뻔한 일들 등 때문에 (진나라(秦)의 지원으로 가까스로 멸망은 모면함) 강국이 자신들의(초나라) 바로 밑에 있는 것을 꺼렸기에, 월나라로 하여금 오나라를 치도록 사주하여 그들은 항상 전쟁을 벌였다.
그러던 중, 월왕 구천이 병법의 대가인 손무가 오를 떠나고, 오왕 합려가 주색에 빠진 틈을 이용해 계획을 세워 오를 공격했다. 이 전쟁으로 오왕 합려와 세자는 죽임을 당하고 오는 막대한 손실을 입었다. 둘째 왕자 부차는 오왕이 되어 그날의 치욕을 갚기위하여 매일 장작더미 위에서 자며[臥薪] 부하들에게 인사 대신에 구천에게 원수 갚을 것을 각인시키도록 했다. 그렇게 오자서 등의 도움으로 수 년간 복수를 다짐하고 부국강병을 이룬 끝에, 오나라는 월군을 몰살시키고 월왕 구천을 생포해 오국으로 압송, 합려의 묘지기 일을 보고 왕후와 함께 삭발시키는 등 치욕을 주고, 월나라를 철저히 파괴하고 돌아갔다.
그 수 년 후, 구천은 오자서가 자신의 복수 의지를 알아채고 자신을 죽이려는 것을 부차의 신임을 얻어 구사일생으로 살아나고, 초나라를 경유해 월나라로 돌아가서 복수하겠다고 다짐했다. 그 후,구천은 곰의 쓸개를 핥으면서 복수를 다짐하고, 밖으로는 부차에게 경국지색이라고도 불리는 서시를 보내고, 온갖 진귀한 조공품이며 군대를 지원해 주는 등 진실한 신하로 보여서 20년을 기다렸다. 마침내 부차가 제나라와 초 양강을 굴복시키고 마침 또 다른 중원의 강국 진(晋)을 굴복시키고 천자의 자리에 오르려는 틈을 타 오국을 기습, 라오허 산에서 화공과 수전의 대승으로 오나라를 패배시켰다. 이후 구천은 부차를 죽이고 오국을 합병하였다.
이 고사로부터 와신상담은 '장작에 누워 복수를 다짐하고 곰의 쓸개를 핥으며 노력해서 고난을 이겨낸다'라는 뜻으로 쓰이게 되었다.